# Aérodrome de Cochrane
L'aérodrome de Cochrane est un aérodrome situé en Ontario, au Canada.